# Lisos (Garonne)
Der Lisos ist ein Fluss in Frankreich, der in der Region Nouvelle-Aquitaine verläuft. Er entspringt an der Gemeindegrenze von Cours-les-Bains und Antagnac, entwässert generell in nördlicher Richtung durch ein schwach besiedeltes Gebiet und mündet nach rund 26 Kilometern an der Gemeindegrenze von Hure und Meilhan-sur-Garonne als linker Nebenfluss in die Garonne. In seinem Mündungsabschnitt unterquert er zunächst die Autobahn A62 und danach den Schifffahrtskanal Canal latéral à la Garonne (deutsch: Garonne-Seitenkanal). Auf seinem Weg berührt des Lisos die Départements Lot-et-Garonne und Gironde und bildet abschnittsweise auch deren Grenzverlauf.

## Orte am Fluss
(Reihenfolge in Fließrichtung)
- Noaillac
- Hure

## Sehenswürdigkeiten
Das Tal des Lisos und seine Zuflüsse sind als Natura 2000-Schutzgebiet unter dem Code FR7200695 registriert.